# Henry Biolley
Pour les articles homonymes, voir Biolley.
Henry Edouard Biolley, né le 17 juin 1858 à Turin, mort le 22 octobre 1939 à Couvet, est un ingénieur forestier franco-suisse reconnu mondialement pour le développement de la méthode forestière dite « du contrôle » ainsi que du jardinage cultural, une sylviculture de forêt irrégulière.

## Biographie
Henry Edouard Biolley naît le 17 juin 1858 à Turin.
Après ses études d'ingénieur forestier à l'école polytechnique de Zurich, il est l'inspecteur forestier de l'arrondissement du Val-de-Travers à Couvet, dans le canton de Neuchâtel, de 1880 à 1917, puis inspecteur cantonal des forêts jusqu'à sa retraite en 1927.
Henri Biolley meurt le 22 octobre 1939 à Couvet.

## Travaux
En s'inspirant des travaux d'Adolphe Gurnaud, forestier français, Biolley développe et applique une méthode appelée la « méthode du contrôle » qui lui permet de suivre précisément l'évolution de la forêt jardinée,. 
Sa fonction d'inspecteur des forêts du Val-de-Travers et le soutien des autorités cantonales lui permettent d'expérimenter ses idées dans le terrain, sur les massifs forestiers des communes dont il a la gestion. Il met en pratique le jardinage cultural, forme de sylviculture en futaie irrégulière, et établit des plans de gestion forestiers dans lesquels il détaille entre autres le résultat des inventaires intégraux des massifs et estime les volumes de bois durablement exploitables selon l'accroissement constaté (la « possibilité »).
Le jardinage cultural et la méthode du contrôle sont toujours appliqués aujourd'hui dans le canton de Neuchâtel.

## Publications
- Henry Edouard Biolley, L'aménagement des forêts d'après la méthode du contrôle, Couvet, 1897, 37 p. (lire en ligne)

- Henry Edouard Biolley, L'Aménagement des forêts par la méthode expérimentale et spécialement la méthode du contrôle, Paris, Neuchâtel, Attinger Frères, 1920, 90 p. (lire en ligne)

- (de) Henry Edouard Biolley, Die Forsteinrichtung auf der Grundlage der Erfahrung und insbesondere das Kontrollverfahren, Paris, Neuchâtel, Gebr. Attinger, 1923, 72 p. (présentation en ligne)
- Henry Edouard Biolley, Œuvre écrite, Neuchâtel, septembre 1980, 458 p. (lire en ligne)